# إسحاق الفرحان
إسحق أحمد الفرحان (1934 - 6 يوليو 2018)، سياسي وتربوي أردني من أصول فلسطينية، ينحدر من عين كارم بالقدس.
قادته رحلته الأكاديمية إلى دراسة الكيمياء في الجامعة الأميركية في بيروت، ثم الدكتوراه في العلوم التربوية في جامعة كولومبيا، الولايات المتحدة.
لعب الفرحان أدواراً مختلفة في المشهد السياسي الأردني، بدءاً من دخوله حكومة وصفي التل في عام 1970. كان متحالفاً في البداية مع الحركة الإسلامية، ثم نأى بنفسه عنها خلال فترة عمله وزيراً للتربية والتعليم والأوقاف في عام 1973، كما قام بصياغة المناهج التعليمية في ظل حكومة أحمد اللوزي.
عاد لاحقاً إلى الحركة الإسلامية، فتولّى قيادة جبهة العمل الإسلامي. وإلى جانب مساعيه السياسية، تولى الفرحان مناصب قيادية أخرى، مثل رئاسة الجامعة الأردنية وعضوية مجمع اللغة العربية، مما أظهر مساهماته المتعددة الأوجه في التعليم والنشاط الإسلامي.
علاوة على ذلك، كان عضواً في مجلس الأعيان من عام 1989 إلى عام 1993، وتولى رئاسة جامعة الزرقاء من عام 1994 حتى عام 2007.
أسهم في تأسيس جمعية الدراسات والبحوث الإسلامية عام 1971، وهي هيئة علمية فكرية مستقلة تسعى إلى حشد الطاقات الفكرية والعلمية في مختلف فروع المعرفة، وأسس أيضاً ملتقى القدس الثقافي عام 2005، وهو ملتقى يضم نخبة من الأكاديميين والمثقفين والشباب، بهدف إعادة قضية القدس إلى صدارة وعي الأمة العربية والإسلامية.
عكست حياته ومسيرته المهنية مزيجاً من الخبرة التعليمية والمشاركة السياسية والمشاركة في الشؤون الإسلامية والدعوية.

## لقاءاته على قناة الجزيرة
- برنامج بلا حدود:
  1. أثر تغيير المناهج على هوية الأم، 18 فبراير 2004م
  2. ذكرى النكبة.. وضعف التعاطف مع قضية فلسطين،16 مايو 2001م